# 신트 카텔린 바베르 역
신트 카텔린 바베르 역(네덜란드어: Station Sint-Katelijne-Waver)은 신트 카텔린 바베르에 있는 벨기에 철도 25호선, 27호선의 역이다. 1865년 6월 1일 25호선의 메헬렌 이북 구간 개통 때 개업하였다.
첫 역사는 1880년대에 지어졌고, 1931년 폴 누알이 설계한 역사가 지어졌다. 역무 공간, 거주 공간, 화장실 세 부분으로 나뉘어 있으며, 각 부분마다 뾰족한 지붕이 올라가 있다. 거주 공간은 격자로 장식된 2층으로 구성되어 있다. 진입로는 각종 기하학적 모양으로 강조되어 있다.
1962년 3월 17일 화물 업무를 중단하였다. 플랑드르 정부의 불편함 줄이기(Minder hinder) 계획에 의해서 안트베르펀 지역을 통과하는 R1 도로를 공사하면서 2004년 100면의 주차장을 신설하였다. 현재 역무원이 없으므로 승차권은 차내에서 구입해야 한다.

## 운행 열차
| 열차 종류 | 운행 구간                       | 배차 간격          |
| --------- | ------------------------------- | ------------------ |
| L         | 브뤼셀 남역 - 안트베르펀 중앙역 | 1시간당 1회 (평일) |
| IR b      | 브뤼셀 남역 - 안트베르펀 중앙역 | 1시간당 1회 (주말) |